# Acantisítids
Els acantisítids (Acanthisittidae) són una família de petits ocells de l'ordre dels passeriformes endèmica de Nova Zelanda. N'hi ha hagut sis espècies amb quatre o cinc gèneres, encara que només en sobreviuen dues, amb dos gèneres diferents. Moltes espècies van extingir-se amb l'arribada de carnívors invasors.

## Morfologia
- Fan 8 – 10 cm de llargària, amb un pes de 6,3 – 9 g.
- El plomatge és suau, de color verdós per les parts superiors i blanquinós per les inferiors amb tonalitats grogues pels flancs. Les femelles tenen tonalitats més apagades, amb vires fosques per les parts superiors.
- Cap de les espècies són bons voladores. Tenen ales curtes i rodones.
- Aspecte arrodonit, amb potes llargues i cua gairebé inexistent.

## Hàbitat i distribució
Viuen als boscos i selves de Nova Zelanda.

## Alimentació
S'alimenten d'artròpodes, sobretot insectes i aranyes.

## Reproducció
Nien en forats als troncs i, de vegades, en parets i postes. Fan el niu amb arrels, fulles i molsa, coberts de plomes. Ponen 2 – 5 ous blancs, que coven 19 – 21 dies. Els pollets romanen al niu 23 – 25 dies.

## Taxonomia
Es considera que formen un llinatge propi dins dels passeriformes. Alguns autors els van assignar als tyranni i d'altres als passeri (dos subordres que formen l'ordre dels passeriformes). Actualment es considera que podrien formar un tercer subordre, més antic que les altres dos: Acanthisitti. No tindrien aleshores cap parent viu. Se'ls ha anomenat caragolets per les similituds en l'aparença i el comportament dels autèntics caragolets de la família dels troglodítids (Troglodytidae), però no estan relacionats amb aquesta família.
- Gènere Acanthisitta
  - Acanthisitta chloris - Acantisita bec d'alena.
- Gènere Xenicus
  - Xenicus longipes - Acantisita de matollar, extingit al segle xx.
  - Xenicus gilviventris - Acantisita roquera.
- Gènere Traversia
  - Traversia lyalli - Acantisita de l'illa de Stephens, extingit a finals del segle xix.
- Gènere Pachyplichas, extingit arran l'arribada dels polinesis a Nova Zelanda.
  - Pachyplichas yaldwyni.
  - Pachyplichas jagmi.
- Gènere Dendroscansor
  - Dendroscansor decurvirostris, extingit arran l'arribada dels polinesis a Nova Zelanda.[4]

## Estatus i relació amb l'ésser humà
Com que aquests ocells han viscut molt de temps sense enemics, no s'han adaptat bé als predadors introduïts per l'ésser humà ni a les modificacions de l'hàbitat. Això va ocasionar l'extinció de Xenicus lyalli, poc després del seu descobriment el 1894. Durant el segle xx, es van extingir les tres subespècies de Xenicus longipes. Actualment, només en sobreviuen dues de les espècies.